# جيني
جيني Geany هو بيئة تطوير متكاملة تمتاز بالحجم الصغير والسرعة، هذه البيئة حرة ومفتوحة المصدر، كما أنها تستخدم جتك+ من أجل بناء واجهتها الرسومية، تعمل هذه البيئة على العديد من نظم التشغيل مثل لينكس، فري بي ‌إس ‌دي، ماك أو إس إكس، وندوز وأنظمة تشغيل أخرى.

## المميزات الأساسية
- تلوين للشيفرات المصدرية.
- إكمال الشيفرة المصدرية.
- إكمال تلقائي لأوامر البرمجيه المشهورة مثل if.
- إكمال تلقائي لأوامر لغة ترميز النص الفائق ولغة الترميز القابلة للامتداد.
- دعم للعديد من امتدادات الملفات البرمجية.

## وصلات خارجية
- جيني على موقع Open Hub (الإنجليزية)
- جيني على موقع Free Software Directory (الإنجليزية)
- جيني على موقع Framasoft (الفرنسية)
- الموقع الرسمي للبرنامج